# Beb-Deum
 (août 2016).
Si vous disposez d'ouvrages ou d'articles de référence ou si vous connaissez des sites web de qualité traitant du thème abordé ici, merci de compléter l'article en donnant les références utiles à sa vérifiabilité et en les liant à la section « Notes et références ».
Beb-Deum, nom de plume de Bertrand Demey, né le 15 novembre 1960 à Fontenay-sous-Bois (Val-de-Marne), est un illustrateur et auteur de bande dessinée français.

## Biographie
En 1976, Beb Deum entre à l’École supérieure des arts appliqués Duperré à Paris, où il suit notamment les cours de bande dessinée de Georges Pichard et Yves Got.
Il débute comme auteur de bande dessinée à Métal Hurlant, puis est édité en album par Les Humanoïdes Associés. Il s'associe avec le scénariste Jean-Pierre Dionnet pour quelques albums. Il travaille aussi comme illustrateur pour la presse et l'édition (Télérama, Libération, XXI, Enjeux-Les Échos, L'Optimum…), et pour la publicité (Thierry Mugler, Coca-Cola, Sony, Kodak, Orangina, Givenchy…).
Beb-deum a été l'un des premiers artistes français à utiliser l'ordinateur comme médium de création.
Son style est influencé par les années 1930, la culture manga et la BD italienne.
À partir des années 2010, il s'oriente vers l'art contemporain, notamment au travers de son œuvre Mondial TM.

## Œuvres

### Art contemporain
- Mondial TM

### Illustrations commissionnées
- Métal hurlant
- L'Expansion
- XXI
- Libération
- Télérama
- Chronic'art
- Enjeux-Les Échos
- La Revue Dessinée
- Pochette du CD d'Alain Bashung, Passé le Rio Grande
- Himiko et ses clones (AFAA/cultures France)
- 99 francs, illustration pour le film de Jan Kounen

### Albums d'illustration
- Surgir de l'onde, entrer dans l'onde, Les Humanoïdes Associés, 1993
- Éloge de la moue, P.M.J. éditions, 1999
- E-Dad, P.M.J. éditions, 2000[2]
- PK 12, Éditions du Rouergue, 2003
- Brasilia, ventura, ventis, Les Requins Marteaux, 2005
- Beb Deum - Face Box, préface de Jean-Pierre Dionnet, Delcourt, 2008

### Albums de bande dessinée
- l'Album 1987 (Les Humanoïdes Associés)
- Région Étrangère, 1989 (Les Humanoïdes Associés) avec Jean-Pierre Dionnet
- Bürocratika, 1989 (Les Humanoïdes Associés)
- Ma vie est un bouquet de violettes, 1992 Albin Michel avec Jean-Pierre Dionnet
- La théorie des dominos, 1997 (Casterman)

### Exposition
- 1997 : Beb Deum collabore aux côtés de 4 autres auteurs majeurs de la BD de science-fiction française (Moebius, Jean-Claude Mezières, Caza et Vatine) à l'exposition Météorites... Mégalithes ! produite par la société Pavillon noir de Pascal Dejax. À cette occasion, le totem-sarcophage est recréé[3]. L'exposition est présentée dans les festivals BD de Colomiers, Chambéry, Illzach, Darnetal, au festival de SF de Roanne et dans 13 autres villes françaises.